# پاتریک وایمارک
پاتریک وایمارک (انگلیسی: Patrick Wymark; ۱۱ ژوئیهٔ ۱۹۲۶ – ۲۰ اکتبر ۱۹۷۰) هنرپیشه و کارگردان تئاتر اهل انگلستان بود.
از فیلم‌ها یا برنامه‌های تلویزیونی که وی در آن نقش داشته‌است می‌توان به جایی که عقاب‌ها جرئت پیدا می‌کنند، نبرد بریتانیا، عملیات کراسبو، انزجار، کرامول، و زن ضربدر هفت اشاره کرد.